# Herbsheim
Herbsheim is een gemeente in het Franse departement Bas-Rhin (regio Grand Est). De gemeente maakt deel uit van het arrondissement Sélestat-Erstein en sinds 1 januari 2015 van het kanton Erstein. Daarvoor hoorde het bij het toen opgeheven kanton Benfeld. Herbsheim telde op 1 januari 2022 963 inwoners.

## Geografie
De oppervlakte van Herbsheim bedroeg op 1 januari 2022 8,6 vierkante kilometer; de bevolkingsdichtheid was toen 112 inwoners per km².

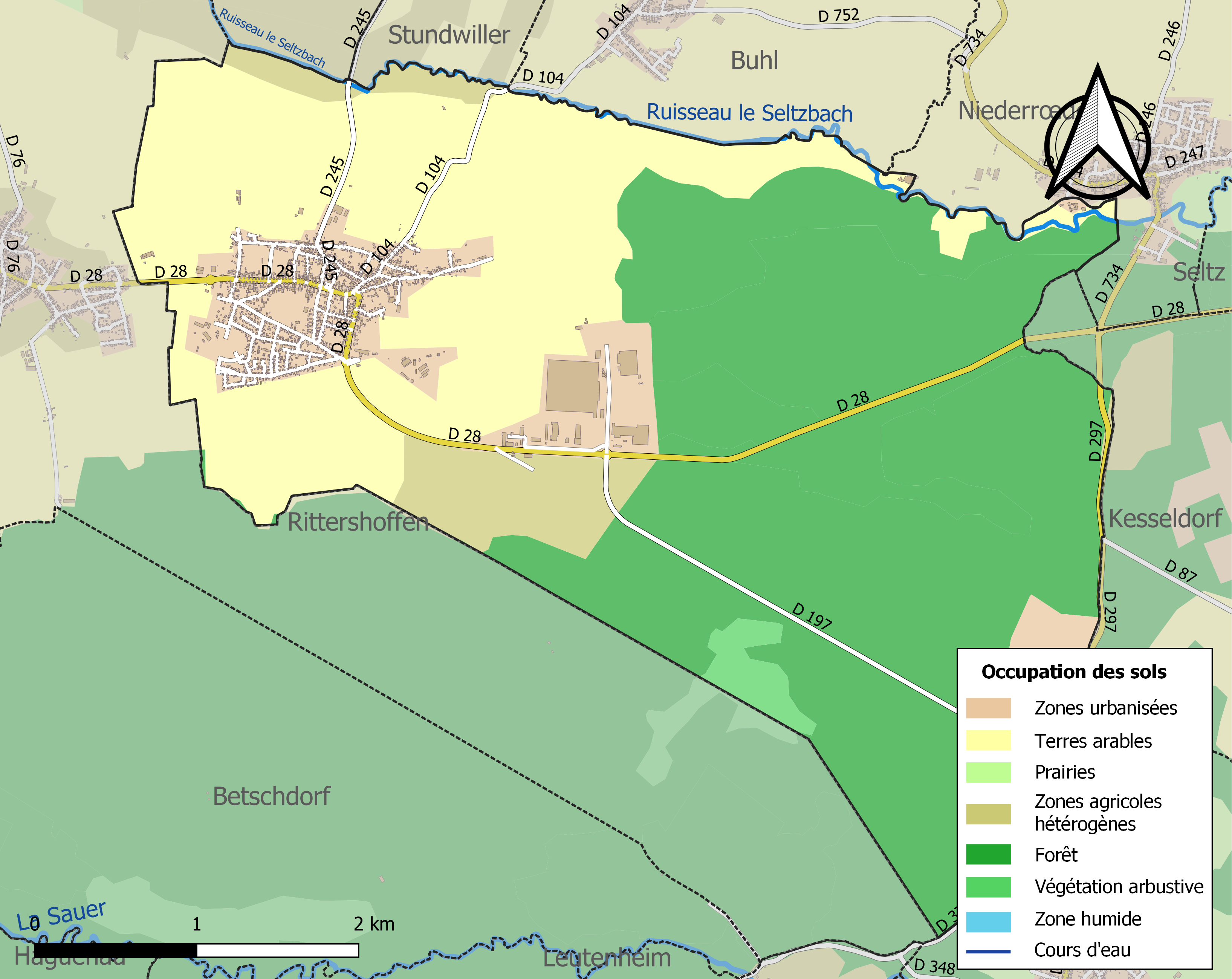
Kaart van de gemeente met de belangrijkste infrastructuur, bodemgebruik en omliggende gemeenten

## Demografie
Onderstaande figuur toont het verloop van het inwonertal (bron: INSEE-tellingen).